# Midden-Finland
Midden-Finland of Centraal-Finland (Fins: Keski-Suomi, Zweeds: Mellersta Finland) is een Finse regio met 272.683 inwoners op een gebied van 16.042,42 km² (2021).
Jyväskylä is het regionale centrum en grootste stad in de regio.

## Gemeenten
Midden-Finland telt in 2022 de volgende gemeenten:
| - Äänekoski - Hankasalmi - Joutsa - Jyväskylä - Jämsä - Kannonkoski - Karstula - Keuruu | - Kinnula - Kivijärvi - Konnevesi - Kuhmoinen - Kyyjärvi - Laukaa - Luhanka - Multia | - Muurame - Petäjävesi - Pihtipudas - Saarijärvi - Toivakka - Uurainen - Viitasaari |

### Voormalige gemeenten
- Jämsänkoski
- Jyväskylän maalaiskunta
- Konginkangas
- Korpilahti
- Koskenpää
- Leivonmäki
- Pihlajavesi
- Pylkönmäki
- Säynättsalo
- Sumiainen
- Suolahti

Åland · Etelä-Pohjanmaa · Etelä-Savo · Kainuu · Kanta-Häme · Keski-Pohjanmaa  · Kymenlaakso · Lapin maakunta · Midden-Finland · Noord-Karelië · Österbotten · Päijät-Häme · Pirkanmaa · Pohjois-Pohjanmaa · Pohjois-Savo · Satakunta · Uusimaa · Zuid-Karelië · Zuidwest-Finland
Äänekoski · Hankasalmi · Joutsa · Jyväskylä · Jämsä · Kannonkoski · Karstula · Keuruu · Kinnula · Kivijärvi · Konnevesi · Kuhmoinen · Kyyjärvi · Laukaa · Luhanka · Multia · Muurame · Petäjävesi · Pihtipudas · Saarijärvi · Toivakka · Uurainen · Viitasaari · Äänekoski
Voormalige gemeenten:
Jämsänkoski · Jyväskylän maalaiskunta · Konginkangas · Korpilahti · Koskenpää · Leivonmäki · Pihlajavesi · Pylkönmäki · Säynätsalo · Sumiainen · Suolahti